# Talavera de la Reina
Talavera de la Reina è un comune spagnolo di 83 247 abitanti situato nella comunità autonoma di Castiglia-La Mancia.

## Storia
Fondata dai Romani sulla riva destra del Tago con il nome di Caesarobriga, fu conquistata dagli Arabi nel secolo VIII e successivamente riconquistata da Alfonso VI nel 1082. Successivamente Alfonso XI la donò alla moglie Maria del Portogallo, motivo per il quale la città è chiamata de la Reina (“della Regina”).
Il 27-28 luglio 1809 fu teatro di una cruenta battaglia tra l'esercito anglo-spagnolo, al comando di Arthur Wellesley (futuro I duca di Wellington) e del generale spagnolo Gregorio García de la Cuesta, e le armate napoleoniche, comandate da Giuseppe Bonaparte e dai marescialli Jourdan e Victor, dove (nonostante l'esito incerto) i francesi furono obbligati a ritirarsi.

### Prebenda di Talavera
Alla città è legata la figura dello scrittore e presbitero Alfonso Martínez de Toledo (1398-1470), prebendario di Talavera, noto con lo pseudonimo di Arciprete di Talavera, celebre per la sua opera letteraria denominata Arcipreste de Talavera.

## Principali attrazioni
Con un'altezza di oltre 192 metri, il Puente de Castilla-La Mancha, è il ponte strallato più alto della Spagna. Dato l'enorme costo e l'uso limitato, è considerato un investimento dispendioso.

## Cultura
La Talavera artigianale di Puebla e Tlaxcala è un tipo di ceramica tradizionale messicana ereditata dalla ceramica di Talavera de la Reina. Nel 2019, entrambe le tradizioni sono state incluse tra i patrimoni orali e immateriali dell'umanità dell'UNESCO.

## Altri progetti

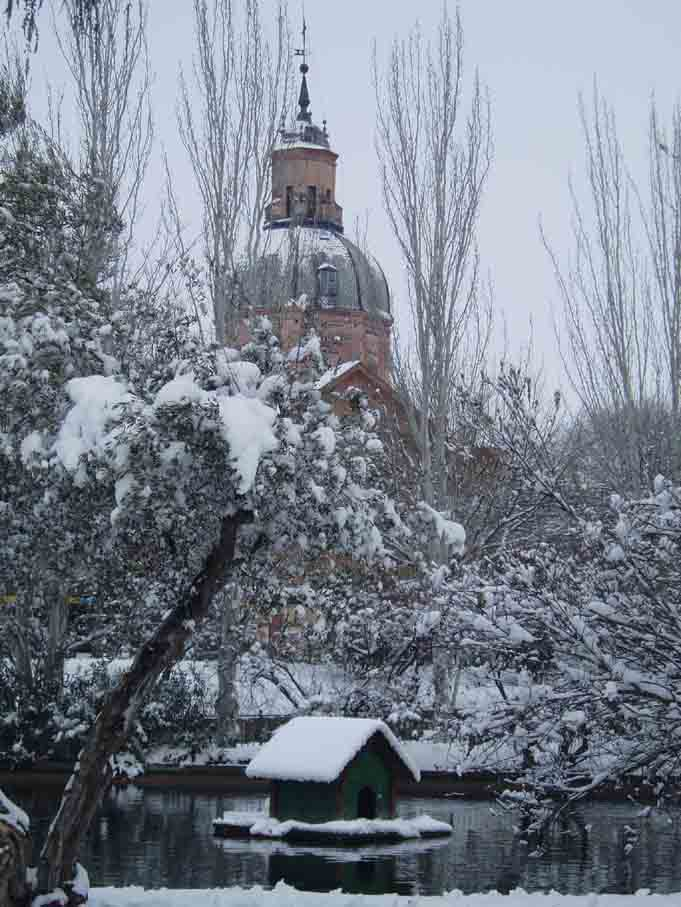
Giardini della Alameda e Basílica del Prado

## Amministrazione

### Gemellaggi
La città è gemellata con:
- Faenza dal 1986